# Outlaw King
Outlaw King is een Brits-Amerikaans historisch drama uit 2018 onder regie van David Mackenzie. De film is gebaseerd op het leven van Robert the Bruce. De hoofdrollen worden vertolkt door Chris Pine, Aaron Taylor-Johnson, Florence Pugh en Stephen Dillane.

## Verhaal
Begin 14e eeuw probeert Robert the Bruce, de verbannen en vogelvrij verklaarde koning van Schotland, zijn volk te verenigen in een strijd tegen het grote en sterke leger van de Engelse koning Edward I.

## Rolverdeling
| Acteur               | Personage          |
| -------------------- | ------------------ |
| Chris Pine           | Robert the Bruce   |
| Aaron Taylor-Johnson | James Douglas      |
| Florence Pugh        | Elizabeth de Burgh |
| Billy Howle          | Edward II          |
| Tony Curran          | Angus Macdonald    |
| Alastair Mackenzie   | Lord Atholl        |
| James Cosmo          | Robert de Brus     |
| Callan Mulvey        | John III Comyn     |
| Stephen Dillane      | Edward I           |
| Steven Cree          | Christopher Seton  |
| Sam Spruell          | Aymer de Valence   |
| Rebecca Robin        | Queen Margaret     |

## Productie
In april 2017 raakte bekend dat de Schotse regisseur David Mackenzie voor Netflix de historische film Outlaw King zou regisseren met Chris Pine als hoofdrolspeler. Mackenzie en Pine hadden eerder al samengewerkt aan Hell or High Water (2016). In juli 2017 werd Aaron Taylor-Johnson gecast als de Schotse ridder James Douglas. In augustus 2017 werd de casting van Florence Pugh en Billy Howle bekendgemaakt.
De opnames gingen op 28 augustus 2017 van start in Schotland en eindigden op 26 november 2017. Er werd gefilmd in onder meer Linlithgow Palace, Doune Castle, Craigmillar Castle, Dunfermline Abbey, de Kathedraal van Glasgow, de Universiteit van Glasgow en Blackness Castle.
Op 6 september 2018 ging de film in première op het internationaal filmfestival van Toronto. Nadien werd de film door regisseur Mackenzie met twintig minuten ingekort, tot een totale duur van 117 minuten.